# Eugênio Vilaça Mendes
Eugênio Vilaça Mendes (Pará de Minas, 24 de abril de 1940) é um sanitarista, cirurgião-dentista e professor brasileiro. Foi responsável pela introdução e popularização de alguns conceitos relevantes para a Saúde Pública, como “Redes de Atenção à Saúde” (RAS) que fundamenta o modelo de organização do Sistema Único de Saúde (SUS).
Vilaça Mendes graduou-se em Odontologia (1961), realizou mestrado em Administração (1975) e doutorado em Cirurgia Bucal pela Universidade Federal de Minas Gerais (1968). Na Escola Nacional de Saúde Pública da Fundação Oswaldo Cruz (1969), especializou-se em Planejamento de Ações de Saúde. Participou do desenvolvimento da área da Saúde Bucal Coletiva e integrou o Movimento Sanitário Brasileiro, que liderou a criação do SUS.
Em 1985, tornou-se consultor da Organização Pan-Americana de Saúde e foi um dos responsáveis pela concepção dos "Sistemas Locais de Saúde", um modelo de organização dos sistemas baseado na regionalização. É Professor Honoris Causa da Universidade Estadual de Montes Claros. Foi Secretário Adjunto da Secretaria de Estado da Saúde de Minas Gerais no Governo Tancredo Neves. Publicações relevantes no campo da Saúde Pública são de sua autoria, como "Uma Agenda para a Saúde" (1996), "Distrito Sanitário: o processo social de mudança das práticas sanitárias do Sistema Único de Saúde" (1993) e "Sistemas Locais de Saúde" (1998).
Em 2005 foi laureado com a Medalha de Honra pela Universidade Federal de Minas Gerais como ex-aluno que se destacou "por realizações em prol da sociedade", indicado pela Faculdade de Odontologia. Em 2025 foi homenageado em Fortaleza, durante o congresso do Conselho das Secretarias Municipais de Saúde do Ceará, com a Medalha Dower Cavalcante por se destacar na promoção da saúde no Ceará, em reconhecimento ao trabalho realizado em favor "da consolidação da Atenção Primária à Saúde como centro organizador de toda a Rede de Atenção à Saúde, especialmente em Minas Gerais e no Ceará".